# Villa (Illas)
Villa es una parroquia del concejo de Illas, en el Principado de Asturias (España). Alberga una población de 192 habitantes (INE 2009) en 75 viviendas. Ocupa una extensión de 5,30 km².
Está situada en la zona noreste del concejo. Limita al norte con la parroquia homónima, del concejo de Corvera de Asturias; al este, con la parroquia de Molleda, también en Corvera de Asturias; al sur con el concejo de Llanera; y al oeste con la parroquia de Illas.

## Poblaciones
Según el nomenclátor de 2009 la parroquia está formada por las poblaciones de:
- La Laguna (La Llaguna en asturiano) (aldea): 10 habitantes.
- Piniella (barrio): 94 habitantes.
- Sanzadornín (Zanzabornín) (barrio): 88 habitantes.